# Ciríac I
Ciríac I (en grec antic: Κυριάκος) va ser bisbe de Bizanci, successor del bisbe Filadelf. Va morir l'any 230.
Va dirigir l'església de Bizanci durant 13 anys, del 217 al 230. En alguns llistats de patriarques el seu nom és Ciril·lià (Cyrillianus).